# Cecil Rhodes
 Der er for få eller ingen kildehenvisninger i denne artikel, hvilket er et problem. Du kan hjælpe ved at angive troværdige kilder til de påstande, som fremføres i artiklen.

Cecil John Rhodes (født 5. juli 1853, død 26. marts 1902) var en britisk forretningsmand og politiker i det sydlige Afrika, der var premierminister i Kapkolonien fra 1890 to 1896. Han og hans selskab British South Africa Company grundlagde territoriet Rhodesia (i dag Zimbabwe og Zambia), som selskabet opkaldte efter ham  i 1895. Han tjente en formue på diamantminer i det sydlige Afrika. 
Første gang han kom til Sydafrika var han 17 år, og allerede der var han en stor imperiebygger. Hans største drøm var at bygge en jernbanelinje fra det dengang engelske område i Kairo (Egypten) til Kapstaden i Sydafrika. Men for at han kunne realisere sin drøm måtte han sørge for, at englænderne erobrede det sidste selvstændige kongerige i Sydafrika, i Matabeleland, hvor høvdingen Lobengula herskede. For at kunne erobre landet måtte Rhodes i første omgang prøve at overtale høvdingen til at Rhodes kunne komme ind i landet. Men høvdingen stolede ikke på de hvide handelsmænd og missonærer. Men i anden omgang fik Rhodes dog overtalt høvdingen til at skrive under på en traktat, hvor der blev lovet våben til høvdingen, hvis de hvide folk måtte komme ind i landet. Men der blev høvdingen narret. Han fik aldrig de våben, der blev lovet, så det strømmede ind med hvide mænd, der overfaldt Lobengulas mænd. I et enkelt slag døde flere end 1.000 af Lobengulas mænd, ligesom Lobengula selv. Så hans underhøvding måtte overgive sig til de hvide mænd.
Derefter etablerede Rhodes en koloni i området under navnet Rhodesia. 

## Familieliv og nærmere biografi over Cecil Rhodes
Cecil John Rhodes blev født den 5. juli 1853 i Hertfordshire (England). Hans far var præst og havde dansk blod i årerne. Han var gift to gange og fik i alt 9 sønner og 2 døtre. Cecil var den femte søn i rækken, som faderen fik med sin anden hustru, Louise Peacock. Faderen ville gerne have, at alle hans sønner blev præster ligesom han selv, og han sendte dem derfor tidligt i søndagsskole og sørgede for, at de fik en god kristelig opdragelse. Men børnene ville noget andet, de fik alle enten job i hæren eller drog ud i verden efter lykken.

Cecil Rhodes tog på gymnasiet i første omgang, men fik som 16-årig en begyndende tuberkulose. Derfor blev han af lægen opfordret til at tage til Sydafrika, hvor det tørre klima ville forbedre hans tilstand.
I 1870 ankom Cecil Rhodes derfor til Sydafrika, hvor han ville mødes med en af sine brødre, som var beskæftiget ved landbruget. Samtidig blev der fundet enorme mængder diamanter i byen Kimberley, så da Cecil Rhodes ankom var broderen derfor allerede flyttet til diamantområdet.
I marts 1871 prøvede Cecil Rhodes ved at arbejde i landbruget at tjene nok til en universitetsuddannelse, men da værdien af afgrøder faldt drastisk, besluttede han sig for at forsøge sig som diamantjæger – ligesom sin bror.
I 1873 havde han tjent tilstrækkeligt med penge som diamantjæger til at kunne fortsætte med en universitetsuddannelse og rejste derfor tilbage til England. Da han kom tilbage til England fik han lungebetændelse og hans tuberkulose blev derfor meget alvorlig. Han var nødsaget til at vende tilbage til Sydafrika i perioder, samtidig med at han fortsatte sin uddannelse. 
Rhodes formåede at blive en dygtig forretningsmand, som samtidig med at han havde kontrol over flere diamantminer byggede Sydafrikas største vandpumpe. Han var med i en sammenslutning af de største mineselskaber i Kimberly, som udgjorde en organisation, som kaldte sig ”De Beers Mining Company”. Indenfor diamantproduktionen fik han stor indflydelse.
Rhodes arbejdede hele tiden driftigt med at udvide det britiske herredømme i Afrika. Hans drøm var jo netop også at bygge en jernbane fra Cape Town til Kairo. 
Rhodes etablerede The Rhodes Scholarship, et stipendium, der giver dygtige studerende fra en stor del af verden muligheden for at studere på Oxford University. Dette gav bl.a. Bill Clinton muligheden for at studere på det prestigiøse universitet. 
Rhodes navngav og etablerede i maj 1895 Rhodesia - et land, der senere blev delt i Zambia og Zimbabwe.